# ألفرد لانسينغ
ألفرد لانسينغ (بالإنجليزية: Alfred Lansing)‏ هو كاتب وصحفي أمريكي، ولد في 21 يوليو 1921 في شيكاغو في الولايات المتحدة، وتوفي في 1975.